# Elza Soares
Elza da Conceição Soares (Río de Janeiro, 23 de junio de 1930-Río de Janeiro, 20 de enero de 2022) fue una cantante y compositora brasileña de samba, bossa nova y música popular brasileña.

## Biografía
Fue hija del obrero y guitarrista  Alaúrdes Gomes Soares, su gran maestro de música, y de la empleada doméstica Josefa Maria da Conceição Soares. Nació y creció en una favela de Vila Vintem, Río de Janeiro, donde vivió la más extrema pobreza.
A los doce años fue obligada por su padre a casarse con Lourdes Antônio Soares y a los trece, ya tuvo un hijo, João Carlos. Tuvieron varios más y dos de ellos murieron a causa del hambre. Este matrimonio se vio marcado por la violencia de Lourdes, quien en una ocasión le disparó en el brazo, puesto que creyó que las cantantes eran prostitutas.
A los veintiún años, enviudó y tuvo que hacerse cargo de sus cinco niños. 
En enero de 1962, comenzó una relación que duró quince años con el futbolista Garrincha, quien estaba casado y con hijos.La opinión pública fue muy crítica de lo que fue el matrimonio entre ambas figuras, sobre todo con Elza. Sus discos dejaron de venderse y fue marginada. En 1968, se casaron en la Embajada de Bolivia de la ciudad de São Paulo, debido a que el divorcio no era legal. Esta relación fue conflictiva, ya que a la fuerte crítica de la sociedad brasileña se le sumaron el alcoholismo del futbolista y el maltrato físico a la cantante.
En abril de 1969, sufrió un accidente de tránsito en un coche que conducía su marido en estado de ebriedad. En él viajaba su madre, que falleció en el acto. Elza, su hija Sara y Garrincha salieron ilesos.
Pasados ocho años del inicio de la pareja, fueron obligados por la dictadura militar a abandonar el país, asentándose en Italia. Retornaron a Brasil en 1976, año en que nació Manoel Francisco dos Santos Filho, Garrinchinha, el único hijo del matrimonio.
En 1986, con la pérdida de su hijo Garrinchinha en un accidente de tránsito, experimentó una fuerte depresión que la llevó a intentar suicidarse. Fue entonces cuando abandonó su país y su carrera durante largo tiempo, viviendo en Europa y los Estados Unidos. A pesar de todo, logró recuperarse de esta tragedia y revitalizar su carrera. Volvió a Brasil en 1994. 
Elza Soares es un ejemplo de superación: atravesó una vida marcada por la miseria y la violencia, pero nunca se dio por vencida, cantó y le sonrió a la vida. 
El 26 de julio de 2015 sufrió la pérdida de su hijo Gilson Soares, de cincuenta y nueve años, debido a complicaciones derivadas de una infección urinaria.  
Próxima a cumplir noventa años en el 2017, continuó con presentaciones en vivo, a pesar de los problemas de cadera que arrastró desde una caída en 1999. Es considerada una de las leyendas del arte brasileño.
Falleció en Río de Janeiro el 20 de enero de 2022 a los noventa y un años de edad.

## Carrera
En 1953 participó de un show de amateurs presentado por el renombrado músico brasileño Ary Barroso, debido a que necesitaba dinero para darle de comer a sus hijos. En este concurso recibió la mayor nota, la nota 5, y ganó el premio. Si bien fue discriminada por su aspecto humilde, su imponente voz y manera de cantar logró destacar. Ary Barroso pronunció: «Señores, ha nacido una estrella».
A fines de la década de 1950, realizó una gira de un año por Argentina, junto a Mercedes Batista. Su figura se popularizó con su primer tema "Se acaso você chegasse", en la cual introdujo el scat al estilo de Louis Armstrong, adicionando un poco de jazz al samba. Se trasladó a São Paulo, donde se presentó en teatros y locales nocturnos. La voz ronca y vibrante se convirtió en su marca registrada.
Después de terminar su segundo LP, A Bossa Negra, fue a Chile representando a Brasil en la Copa Mundial de Fútbol de la FIFA de 1962. Su estilo "levado" y exagerado fascinó al público tanto en Brasil como en el exterior.
En los años '70 integró una gira por los Estados Unidos y Europa. 

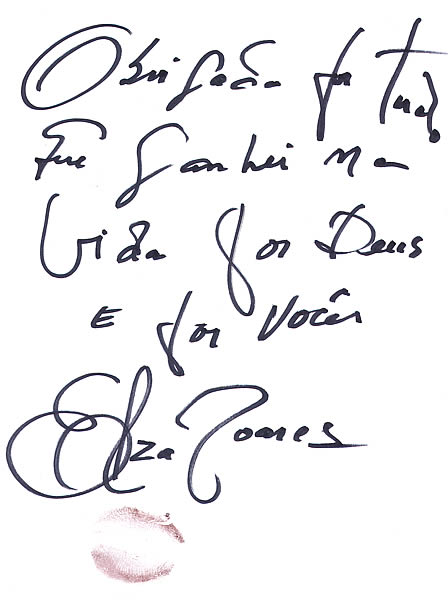
Autógrafo de la artista.

Tuvo gran cantidad de canciones en el tope de las listas de éxitos en Brasil: "Se Acaso Você Chegasse" (1960), "Boato" (1961), "Cadeira Vazia" (1961), "Só Danço Samba" (1963), "Mulata Assanhada" (1965) y "Aquarela Brasileira" (1974).
Algunos de los álbumes de Elza fueron relanzados en versiones remasterizadas de CD: de 1961 – A Bossa Negra (conteniendo su mayor suceso de ese año, "Boato") y de 1972 – con una gran banda, Elza Pede Passagem (producida por Dom Salvador), fueron dos de sus más aclamados trabajos. Elza pede passagem no logró tanto éxito como los anteriores, cuando fueron lanzados en Brasil; así y todo, es considerado un clásico y representante del sonido "samba-soul" de inicios de los años 70.
En 1973 intervino en la coproducción argentino-brasilera Um caipira em Bariloche que dirigieron Pio Zamuner y Amácio Mazzaropi.
Luego de casi una década de inactividad, lanzó Trajetória en 1997. Este le valió el Premio a la Mejor Cantante de Samba.
En 2000, fue premiada como la "Mejor Cantante del Universo" por la BBC en Londres, cuando se presentó en un concierto junto a Gal Costa, Chico Buarque, Gilberto Gil, Caetano Veloso y Virgínia Rodrigues. Ese año estrenó una serie de shows de vanguardia, dirigidos por José Miguel Wisnik en Río de Janeiro.
En 2002 el álbum Do Cóccix Até O Pescoço le otorgó una indicación al Grammy. El disco recibió críticas estupendas de la prensa especializada.
En 2004 lanzó el álbum Vivo Feliz. En el álbum se ejecutan temas con un mix de samba (música) y bossa con música electrónica y efectos modernos. El álbum presentó colaboraciones de artistas innovadores como Fred Zero Quatro y Zé Keti.
En 2007, en los Juegos Panamericanos de Brasil, interpretó el Himno Nacional Brasileño al comenzar de la ceremonia inaugural del evento, en el estadio Maracanã.
En 2015 lanzó un álbum con canciones inéditas que hablan de la violencia de género, el sexo y el ambiente de los bajos fondos brasileños: A Mulher do Fim do Mundo. Este disco ha sido laureado por la crítica y el público, recibió el Grammy Latino al Mejor álbum de Música popular brasileña, en 2016.
Con motivo de la celebración de la apertura de los Juegos Olímpicos de Río de Janeiro 2016, realizó una participación cantando Canto de Ossanha.
Elza tuvo paso como intérprete de samba-enredo, en las agrupaciones Salgueiro, Mocidade y Cubango.

## Discografía

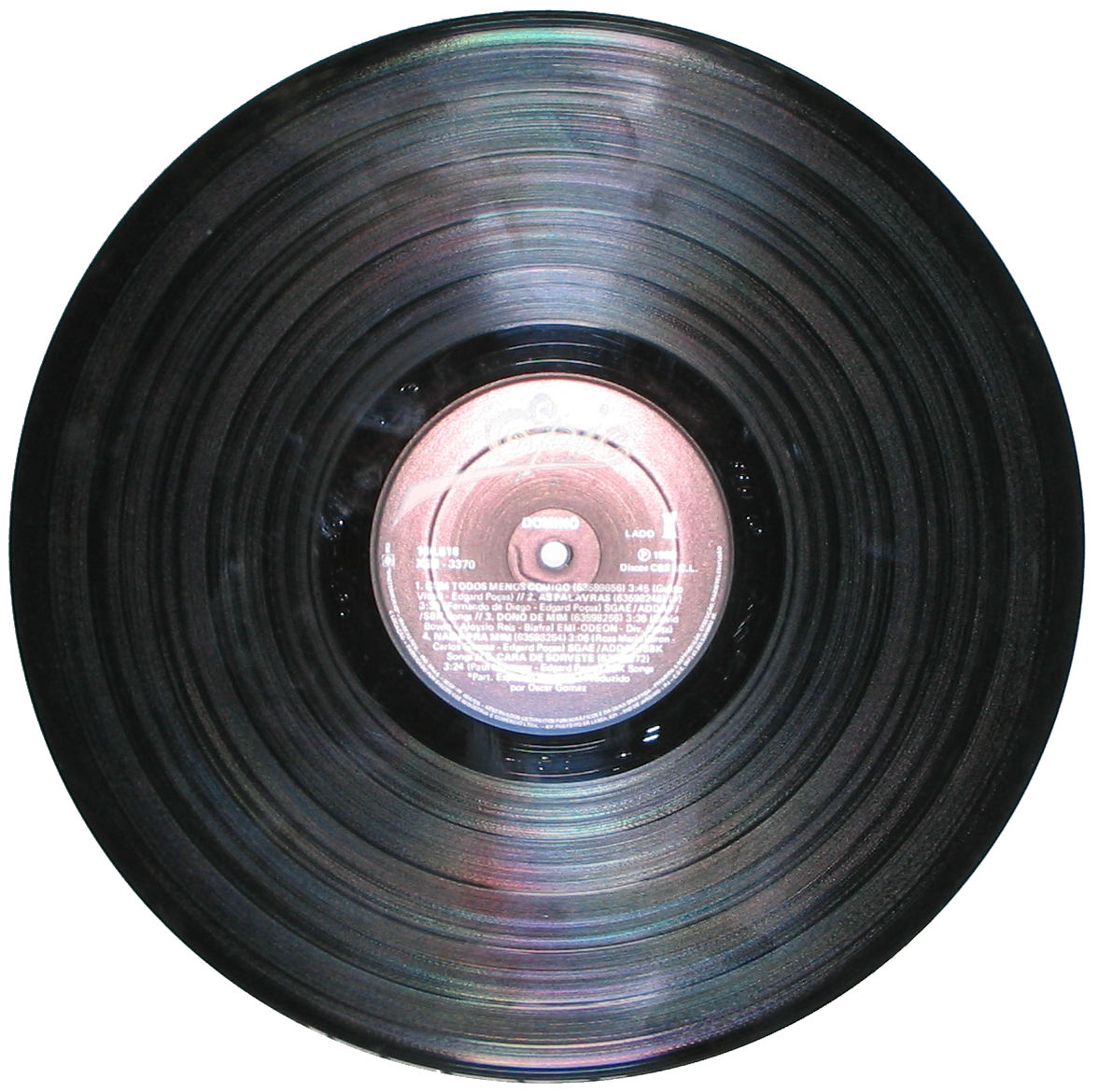
Un disco de vinilo de 1988 (Epic 144.518), de la boy band brasileña de latin-pop Dominó.

- Se acaso você chegasse (Odeon, 1960)
- A bossa negra (Odeon, 1960)
- O samba é Elza Soares (Odeon, 1961)
- Sambossa (Odeon, 1963)
- Na roda do samba (Odeon, 1964)
- Um show de Elza (Odeon, 1965)
- Com a bola branca (Odeon, 1966)
- O máximo em samba (Odeon, 1967)
- Elza, Miltinho e samba (Odeon, 1967)
- Elza Soares, baterista: Wilson das Neves (Odeon, 1968)
- Elza, Miltinho e samba - vol. 2 (Odeon, 1968)
- Elza, carnaval & samba (Odeon, 1969)
- Elza, Miltinho e samba - vol. 3 (Odeon, 1969)
- Samba & mais sambas (Odeon, 1970)
- Maschera negra / Che meraviglia (compacto simples / lançado na Itália, 1970)
- Elza pede passagem (Odeon, 1972)
- Elza Soares (Odeon, 1973)
- Elza Soares (Tapecar, 1974)
- Nos braços do samba (Tapecar, 1975)
- Lição de vida (Tapecar, 1976)
- Pilão + Raça = Elza (Tapecar, 1977)
- Senhora da terra (CBS, 1979)
- Elza negra, negra Elza (CBS, 1980)
- Som, amor trabalho e progresso / Senta a púa (compacto simples / RGE, 1982)
- Alegria do povo / As baianas (compacto simples / Recarey, 1985)
- Somos todos iguais (Som Livre, 1985)
- Voltei (RGE, 1988)
- Trajetória (Universal Music, 1997)
- Carioca da Gema - Ao vivo (1999)
- Do cóccix até o pescoço (Maianga, 2002)
- Vivo feliz (Tratore, 2003)
- Beba-me - Ao vivo (Biscoito Fino, 2007)
- A Mulher do Fim do Mundo (2015)
- Deus é Mulher (2018)
- Planeta fome (2019)
- Elza (2022)
- No Tempo de Intolerância (2023)

### Selección de éxitos
- Grandes Sucessos de Elza Soares (Tapecar Brasil 1978)
- Salve a Mocidade (Tapecar Brasil 1997)
- Meus Momentos – v. 1 & 2 (EMI Brasil 1998)
- Elza Soares – Raízes do Samba (EMI Brasil 1999)